# Secret Service (computerspel)
Secret Service is een computerspel van Activision Blizzard dat eind 2008 verscheen. Het spel is beschikbaar voor Xbox 360, PC en PlayStation 2.

## Algemene informatie
Secret Service is een game waarin de speler de rol aanneemt van een geheim agent die de bescherming van een aantal belangrijke Amerikaanse regeringsleiders op zich neemt. De hoofdstad van de Verenigde Staten is aangevallen door extremisten en het is aan jou deze crisis tot een goed einde te brengen. Je ziet het spel door de ogen van de hoofdpersoon en een tactische aanpak is vereist als je in jouw missie wilt slagen.

## Trivia
- De Verenigde Staten heeft financieel bijgedragen aan de ontwikkeling van het spel.